# Удо Латек
Удо Латек (Боземб, 16. јануар 1935 — Келн, 31. јануар 2015) био је немачки фудбалер и фудбалски тренер.
Латек је један од најуспешнијих тренера у историји фудбала. Током тренерске каријере освојио је укупно петнаест трофеја; највише успеха имао је с минхенским Бајерном а трофеје је подизао и с Борусијом Менхенгладбах и Барселоном. Такође је предводио Борусију Дортмунд, Шалке и Келн. Једини је тренер заједно са Ђованијем Трапатонијем и Жозеом Морињом који је успео да освоји сва три најпрестижнија европска клупска такмичења (Куп шампиона, Куп УЕФА и Куп победника купова), а само су Морињо и он до тог подвига дошли предводећи три различита клуба.

## Статистика тренерске каријере
| Клуб                   | Од               | До                 | Учинак | Учинак | Учинак | Учинак | Учинак | Учинак      |
| Клуб                   | Од               | До                 | У      | П      | Н      | И      | П %    | Реф.        |
| ---------------------- | ---------------- | ------------------ | ------ | ------ | ------ | ------ | ------ | ----------- |
| Бајерн Минхен          | 13. март 1970.   | 2. јануар 1975.    | 223    | 137    | 46     | 40     | 061,43 | [ 1 ]       |
| Борусија Менхенгладбах | 1. јул 1975.     | 30. јун 1979.      | 176    | 87     | 48     | 41     | 049,43 | [ 2 ]       |
| Борусија Дортмунд      | 1. јул 1979.     | 10. мај 1981.      | 72     | 32     | 15     | 25     | 044,44 | [ 3 ]       |
| Барселона              | 1. јул 1981.     | 3. март 1983.      | 76     | 42     | 18     | 16     | 055,26 | [ 5 ] [ 6 ] |
| Бајерн Минхен          | 1. јул 1983.     | 30. јун 1987.      | 188    | 116    | 45     | 27     | 061,70 | [ 1 ]       |
| Келн                   | 30. август 1991. | 4. септембар 1991. | 1      | 0      | 1      | 0      | 000,00 | [ 7 ]       |
| Шалке                  | 1. јул 1992.     | 16. јануар 1993.   | 19     | 6      | 6      | 7      | 031,58 | [ 8 ]       |
| Борусија Дортмунд      | 14. април 2000.  | 30. јун 2000.      | 5      | 2      | 2      | 1      | 040,00 | [ 3 ]       |
| Укупно                 | Укупно           | Укупно             | 760    | 422    | 181    | 157    | 055,53 | —           |

## Успеси

### Тренерски
Бајерн Минхен
- Бундеслига (6): 1971/72, 1972/73, 1973/74, 1984/85, 1985/86, 1986/87.
- Куп Немачке (3): 1970/71, 1983/84, 1985/86.
- Куп европских шампиона (1): 1973/74.

Борусија Менхенгладбах
- Бундеслига (2): 1975/76, 1976/77.
- Куп УЕФА (1): 1978/79.
- Суперкуп Немачке (1): 1977.

Барселона
- Куп победника купова (1): 1981/82.

### Појединачни
- Деветнаести највећи тренер у историји фудбала у избору ЕСПН-а: 2013.[9]
- Тридесети највећи тренер у историји фудбала у избору Франс фудбала: 2019.[10][11][12]
- Тридесет шести највећи тренер у историји фудбала у избору Ворлд сокера: 2013.[13][14]